# Décimo Bettini
Décimo Bettini, né le 30 décembre 1910 à Calci (Toscane) et mort le 19 septembre 1982 à Marseille, est un coureur cycliste d'origine italienne naturalisé français le 25 janvier 1934, en activité de 1932 à 1942.

## Biographie
C'est sous les couleurs italiennes qu'il termine le Tour de France de 1933 à la 21e place du classement général.
Il est le frère d’Agostino Bettini, également coureur cycliste.

## Palmarès
- 1932
  - 1re étape du Circuit des villes d'eaux d'Auvergne
- 1933
  - 2e du Trophée Colimet
  - 8e de Milan-San Remo
- 1934
  - Circuit des villes d'eaux d'Auvergne
  - 2e du Tour de Corse
- 1936
  - Tour de Corse
  - Circuit des Alpes
  - Grand Prix cycliste de Mende
  - 3e de Nimes-Marseille
  - 3e du Grand Prix de Nice
- 1937
  - Lyon-Vals-les-Bains
  - 2e du Tour du Sud-Ouest
  - 2e à 2e étape du Tour du Maroc
  - 3e de Marseille-Avignon-Marseille
- 1938
  - Circuit du Midi
  - 2e du Grand Prix d'Antibes
  - 2e de Toulon-Aubagne-Toulon
  - 3e du Circuit du Ventoux
- 1939
  - 3e du Circuit des villes d'eaux d'Auvergne

## Résultats sur le Tour de France
2 participations :
- 1933 : 21e du classement général
- 1936 : hors course à la 14e étape secteur b